# Katarzyna Krawczyk
Katarzyna Krawczyk (ur. 6 września 1990 w Mikołajkach) – polska zapaśniczka, brązowa medalistka mistrzostw Europy i mistrzostw świata. Olimpijka z Rio de Janeiro 2016.

## Życiorys
Jej pierwszym sukcesem seniorskim był brązowy medal mistrzostw Europy w 2011 w kategorii do 55 kg. W 2015 na pierwszych Igrzyskach europejskich w Baku zdobyła srebrny medal w kategorii do 55 kg. W tym samym roku zajęła też siódme miejsce w Pucharze Świata. Na igrzyskach olimpijskich w Rio de Janeiro (2016) zajęła dziewiąte miejsce w kategoria 53 kg. W 2018 i 2023 zdobyła kolejne brązowe medal mistrzostw Europy (w kat. 53 kg), zaś w 2021 wywalczyła brązowy medal mistrzostw świata. Zajęła też trzecie miejsce w indywidualnym Pucharze Świata w 2020 roku.
W 2014 zdobyła złoto wojskowych mistrzostw świata  w amerykańskiej bazie McGuire–Dix–Lakehurst. Sukces ten powtórzyła na wojskowych mistrzostwach świata w 2017, na tej samej imprezie w 2016 zdobyła brązowy medal, a w 2019 zdobyła też brązowy medal światowych wojskowych igrzysk sportowych.
Reprezentuje barwy MKS Cement Gryf Chełm. Jest żołnierzem Sił Powietrznych w stopniu szeregowego.